# Mykoła Kmit
Mykoła Iwanowycz Kmit’ (ukr. Микола Іванович Кміть, ur. 24 marca 1966 w Buczaczu w obwodzie tarnopolskim) – ukraiński przedsiębiorca, urzędnik, były przewodniczący Lwowskiej Obwodowej Administracji Państwowej.
Ukończył szkołę średnią Nr 1 w mieście rodzinnym oraz Politechnikę Lwowską. Do 2008 był managerem w kilku ukraińskich przedsiębiorstwach. Od 28 lutego 2008 do 20 kwietnia 2010 był przewodniczącym Lwowskiej Obwodowej Administracji Państwowej.